# Diciottenni al sole
Diciottenni al sole è un film del 1962 diretto da Camillo Mastrocinque.

## Trama
Vacanze estive ad Ischia per un gruppo di ragazzi che cercano di divertirsi principalmente al seguito di qualche ragazza.

## Produzione
Nino Zanchin lavorò in qualità di aiuto regista.